# Reproductor multimedia (Windows 11)
Reproductor multimedia es un reproductor de video y audio predeterminado para Windows 11 y Windows 10 desarrollado por Microsoft. Es el sucesor de Groove Música para Windows 10 (anteriormente Xbox Music), Películas y TV y Reproductor de Windows Media. Comenzó a ofrecerse a todos los usuarios de Windows 11 el 15 de febrero de 2022.
El nuevo Reproductor multimedia también puede reproducir video, como parte del cambio de marca de Groove de un servicio de transmisión de música a un reproductor multimedia. Otros cambios incluyen la visualización de la portada del álbum en pantalla completa y una actualización del minirreproductor. También se ha optimizado la accesibilidad, con algunos atajos de teclado mejorados y compatibilidad con teclas de acceso rápido para usuarios de teclado y con otras tecnologías de asistencia.